# EPOXI

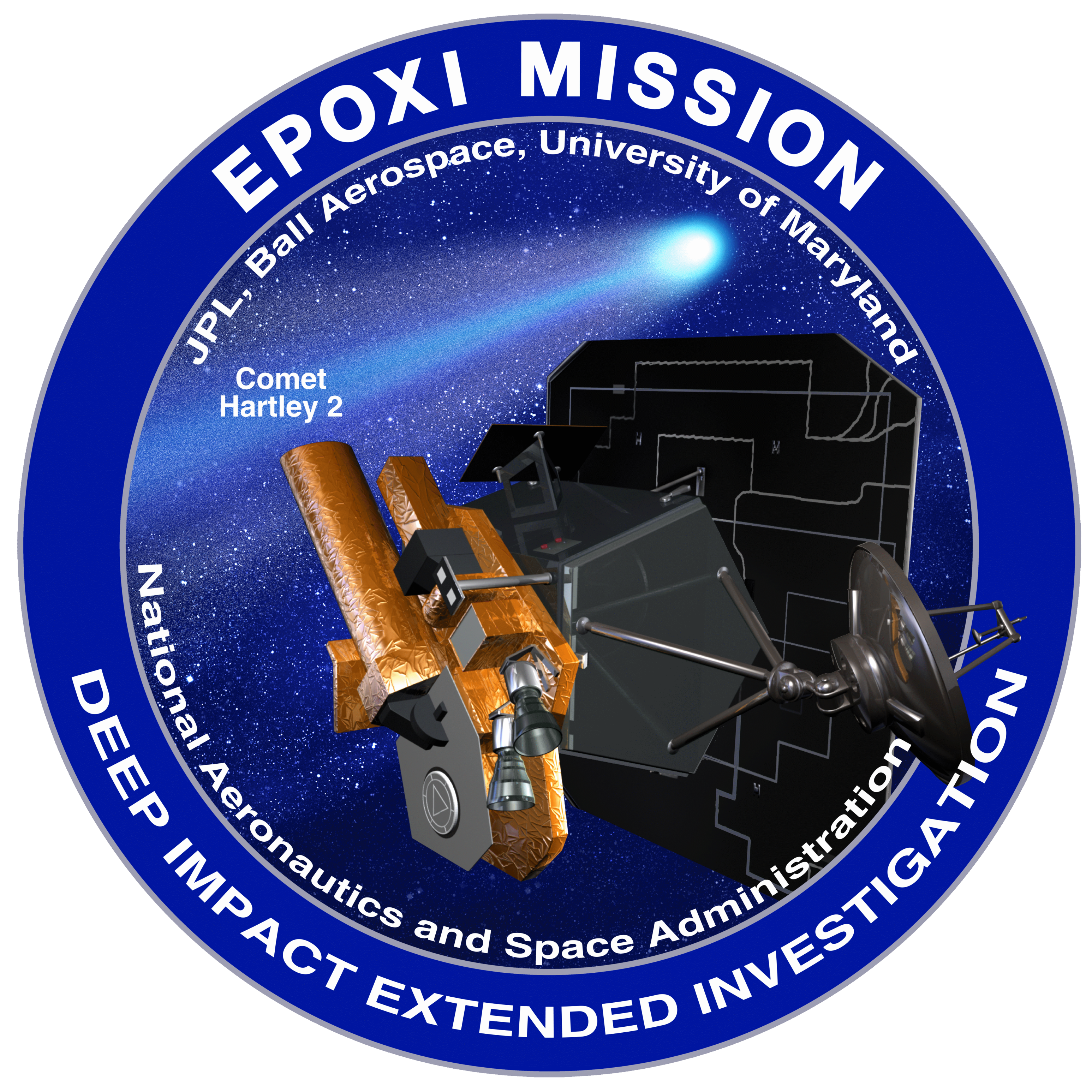
EPOXI의 임무 배지

EPOXI(영어: Extrasolar Planet Observation and Deep Impact Extended Investigation, 외계 행성 관측 및 딥 임팩트 연장 탐사)는 딥 임팩트를 이용해 새로운 관측을 하려는, 메릴랜드 대학교에 의해 주도된 미국 항공우주국의 계획이다. 처음으로 외계 행성을 관찰했고, 2010년 11월 4일, 하틀리 2 혜성(103P/하틀리)을 근접 통과했다. 원래의 계획은 2007년 7월 3일 보틴 혜성을 지나치는 것이었지만, 너무 작고 희미해서 궤도를 계산하기 어려워 하틀리 혜성으로 목표를 변경했다. 미국 항공우주국과 메릴랜드 대학은 2007년 12월 13일 보도를 통해 하틀리 혜성 접근 통과에 필요한 자금을 승인했다.
EPOXI는 딥 임팩트 연장 탐사(Deep Impact Extended Investigation, DIXI)와 외계 행성 관측 및 특성 분석(Extrasolar Planet Observation and Characterization, EPOCh)이라는 두 탐사를 통합한 결과물이었다. 딥 임팩트는 하틀리 2 혜성을 지나칠 때를 포함한 임무의 모든 시간 동안, 외계 행성을 관측하고 분석한다. 또한 지구로부터 3천 2백만 킬로미터의 거리에서 지연 허용 네트워킹을 실험하였다.
2011년 12월과 2012년 10월, 탐사선은 (163249) 2002 GT를 세 번째 목표로 삼고, 2020년 즈음 지구 근방 소행성에 대한 자료를 보내주기를 기대했다.
2013년 8월 8일 탐사선과의 통신이 끊겼다. 연구 팀은 8월 30일 문제의 원인을 판정하고, 통신을 복구하려 시도했다. 2013년 9월 20일, 미국 항공우주국은 통신 복구 시도를 중단하고 탐사선을 잃어버렸다고 선언했다.

## 임무

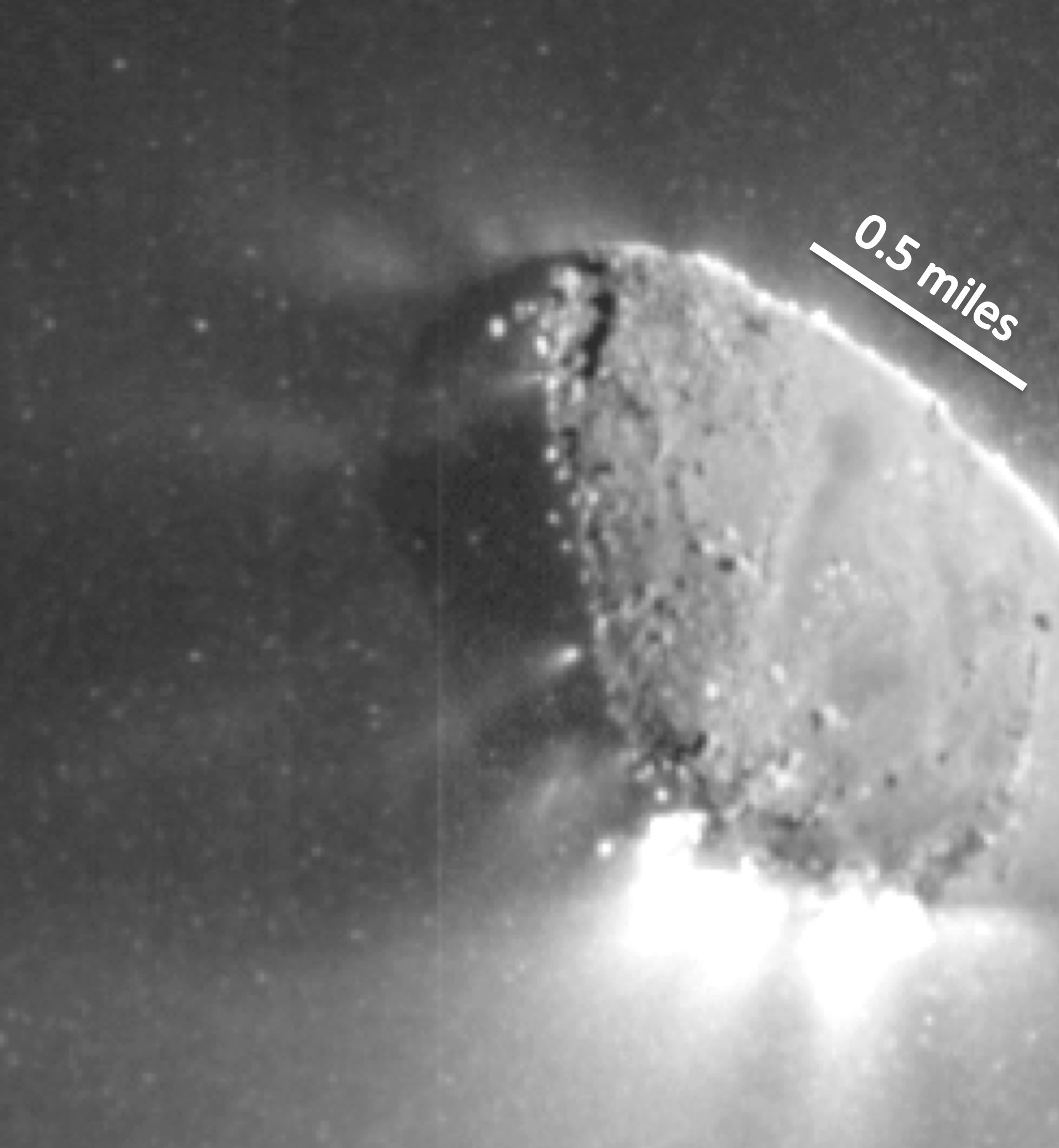
딥 임팩트가 관측한 하틀리 2 혜성의 제트

딥 임팩트의 임무는 템펠 1 혜성을 지나침으로써 끝났다. 하지만 탐사선에 충분한 연료가 있었기에, 미국 항공우주국은 두 번째 혜성을 방문하는 계획(DIXI)과 외계 행성을 관찰하는 계획(EPOCh)이 포함된, 통틀어서 EPOXI라고 불리는 계획을 세웠다.

### 보틴 혜성 탐사 실패
2005년 7월 31일, 딥 임팩트는 2007년 12월 31일에 지구를 지나쳐가게 하는 궤도로 들어갔다. 지구를 지나쳐가며 새로운 혜성으로 가기 위한 경로를 잡기 위해 도움을 받았다. 2008년 1월 딥 임팩트 탐사선은 태양계 근처의 외계 행성을 찾는다. 두 개의 큰 망원경을 사용해서 외계 행성의 통과 현상을 찾기 위해 시도한다.
초기 계획은 2008년 12월 5일 보틴 혜성을 435 km 거리에서 지나쳐갈 계획이었다. 탐사선은 두 번째 충돌형 탐사선을 가지고 있지 않았기 때문에, 템펠 혜성과 비교를 하는 실험을 진행할 계획이었다. 딥 임팩트 팀장은 그 당시 계획에 반영했다: "우리는 템펠 1 혜성의 결과가 고유한 것이었는지 아니면 다른 혜성과 같은 결과인지를 알아내기 위해 보틴 혜성으로 탐사선을 보낸다." 그는 적은 비용으로 템펠 1 혜성에서 있었던 결과의 절반 정도가 나올 것이라고 했다. (4천만 달러 정도의 낮은 비용은 EPOXI가 딥 임팩트를 재활용함으로써 절약된다.) 딥 임팩트는 표면의 조성을 보기 위해 분광기와 망원경을 사용할 것이다.

2008년 5월 28~29일 EPOXI에 의해 촬영된 달의 지구 통과 현상.

그러나, 지구 근접 통과의 영향으로 천문학자들은 보틴 혜성이 관찰하기에 너무 희미해서, 위치를 잡을 수가 없다고 하였다. 따라서, 근접 통과가 가능할 만큼 궤도를 정확하게 맞출 수가 없다. 대신 탐사 팀은 하틀리 2 혜성에 탐사선을 보내기로 했다. 미국 항공우주국은 탐사선이 목표를 다시 잡을 때 필요한 자금을 지원했다. 제트 추진 연구소의 임무 관제소는 2007년 11월 1일 딥 임팩트의 궤도를 다시 잡았다. 관제소는 우주선의 속도를 바꿀 3분간의 분사를 위해 탐사선에 명령을 내렸다. EPOXI의 새로운 궤도는 세 차례에 걸쳐 지구를 지나쳐 가는데, 첫 번째는 2007년 12월 31일이었다. 지구를 지나쳐 가면서 탐사선은 하틀리 혜성의 근접 통과가 일어날 수 있도록 "고정 무늬"에 탐사선을 배치했다.
2007년 12월 딥 임팩트 팀의 리더이자 메릴랜드 대학의 천문학자인 마이클 아헌은 "우리는 태양계의 형성과 발전 과정을 이해할 수 있는 두 가지의 독립적인 과학적 목표가 합체된 곳에 탐사선을 보낼 수 있는 것 자체가 매우 흥미롭다" 라고 말했다.
2009년 6월, EPOXI의 분광계는 하틀리 2 혜성으로 가는 도중 분광계로 "물 또는 수산기"의 흔적을 발견했다. 2009년 9월 말에 달 광물 지도 작성기 탐사선에 의해 확실하게 확인되었다.

### EPOCh
하틀리 2 혜성의 2008년 접근 통과 이전에, 탐사선은 2008년 1월부터 8월까지 고해상도 기기와 큰 망원경을 사용해서 외계 행성을 관측했다. 분광학 관측의 목적은 빛의 광도를 측정해서 사진이 좋게 나오게 하는 것이었다. HRI의 거울을 조금 건드림으로써, HRI는 더 이상 CCD의 포화 현상 없이 관측할 수 있게 되었고, 사진이 더 좋아졌다. 총 198,434개의 사진이 찍혔다. EPOCh의 목표는 거대한 행성의 물리적 특성을 연구하고 작은 고리나 위성 또는 행성을 찾으려 시도하는 것이었다. 탐사선은 미래에 지구형 행성을 보았을 때 자료를 전송하는 연습 목적으로 지구를 관측하고 자료를 보내왔다. 또한 2008년 5월 29일 달이 지구의 앞을 통과하는 모습을 24시간 넘게 촬영했다.

### 혜성 근접비행

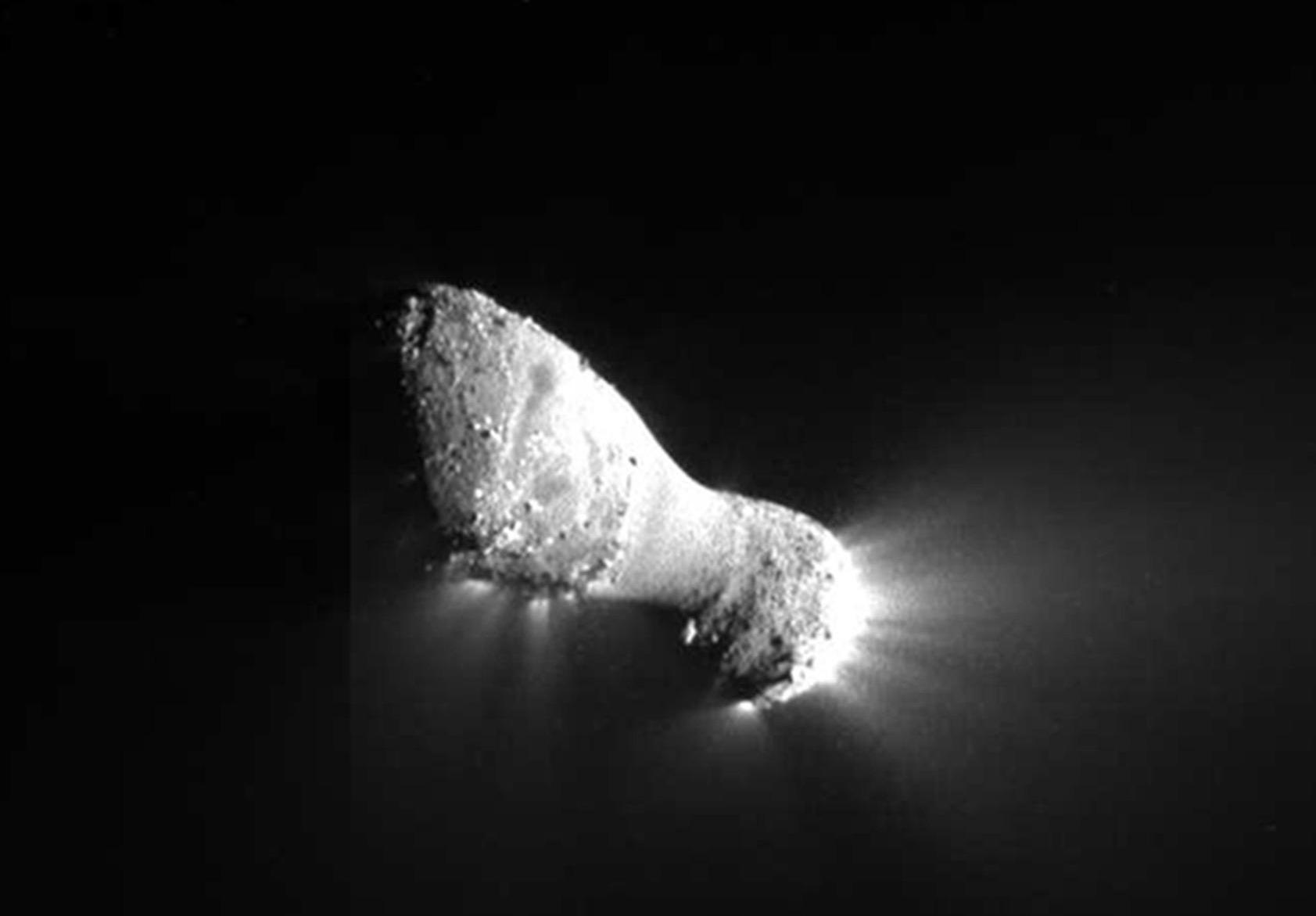
하틀리 2 혜성 핵의 모습. 목 부분의 가장 좁은 부분은 0.4km이고 평균 길이는 2km이다. 핵에서 분출이 일어남을 볼 수 있다.

탐사선은 2008년 12월 지구를 두 번째로 가깝게 지나쳐가고 2009년 6월과 12월에 조금 멀게 지구를 지나쳐갔다. 2010년 5월 30일, 6월 27일에 세 번째 지구 근접 통과에 대비해 0.1 m/s의 속도 변화(ΔV)와 궤도 보정을 위해, 11.3초 동안 엔진을 성공적으로 분사했다. 하틀리 2 혜성의 관측은 2010년 9월 5일에 시작된 후 11월 25일에 종료되었다. EPOXI가 태양 궤도를 돌 때의 다이어그램은 이곳에서 볼 수 있다.

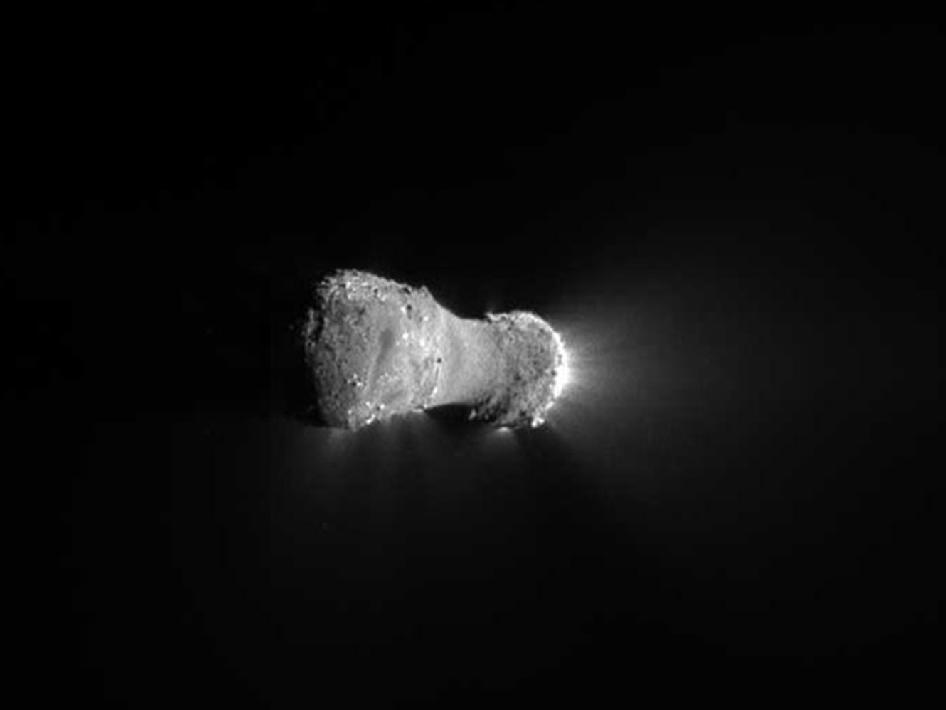
다른 각도에서 본, 가까운 사진

조그마한 혜성의 핵에서 가장 가까웠던 때는 2010년 11월 4일 오전 10시(EDT)에 694km만큼 접근했을 때였다. 접근 통과 때의 속도는 12.3 km/s였다. 딥 임팩트 탐사선은 세 가지 과학 장비(2개의 망원경과 적외선 분광계)를 사용했다. 2005년 7월 템펠 1 혜성에 충돌체를 분리한 후 관찰에 사용했던 것과 같은 기기를 사용했다.
관측의 초기 결과가 분출되는 물질이 예상과 같은 수증기가 아닌 드라이아이스였다. 사진은 과학자들이 표면의 모습을 먼지와 가스의 분출과 연관지어 설명하기에 충분했다.
캘리포니아 패서디나에 있는 미국 항공우주국의 제트 추진 연구소의 EPOXI 프로젝트 매니저인 톰 덕스베리는 "우리는 보틴 혜성을 찾을 수 없어서 우리의 예비 목표로 갔습니다. 두 목표 모두 흥미롭지만, 약 2년 더 소요되었습니다."라고 말했다. 메릴랜드 대학의 EPOXI 연구원인 마이클 아헌은 "하틀리 혜성과 보틴 혜성은 둘 다 흥미로운데 이유는 작고 활발한 핵을 가지고 있기 때문입니다."라고 말했다.

### 잡다한 관측
2010년 11월, EPOXI는 혜성을 찍는 데 최적화되어 있는 MRI 카메라를 사용하여 몇 가지 실험을 하였다 - 어두운 우주를 찍는 실험이었다. 아령 성운, 망상 성운과 소용돌이 은하 (M51a)의 사진이 찍혔다.